# Unione Sportiva Tiferno 1926-1927
Questa pagina raccoglie le informazioni riguardanti l'Unione Sportiva Tiferno nelle competizioni ufficiali della stagione 1926-1927.

## Rosa
| N. |                   | Ruolo | Calciatore |
| -- | ----------------- | ----- | ---------- |
|    | Italia (bandiera) | D     | Balocco    |
|    | Italia (bandiera) | P     | Belelli    |
|    | Italia (bandiera) | D     | Bertelli   |
|    | Italia (bandiera) | A     | Denicolai  |
|    | Italia (bandiera) | C     | Ferrero    |
|    | Italia (bandiera) | D     | Kristinus  |

| N. |                   | Ruolo | Calciatore |
| -- | ----------------- | ----- | ---------- |
|    | Italia (bandiera) | A     | Marcone    |
|    | Italia (bandiera) | A     | Morselli   |
|    | Italia (bandiera) | C     | Nada       |
|    | Italia (bandiera) | C     | Oliviero   |
|    | Italia (bandiera) | D     | Sarasso    |